# Fufore
Fufore, (en Yoruba Agbègbè Ìjọba Ìbílẹ̀ Fufore), est une zone de gouvernement local dans l'État d'Adamawa au Nigeria.

## Source
- (en) Cet article est partiellement ou en totalité issu de l’article de Wikipédia en anglais intitulé « Fufure » (voir la liste des auteurs).